# Dvorište Vivodinsko
Dvorište Vivodinsko – wieś w Chorwacji, w żupanii karlowackiej, w mieście Ozalj. W 2011 roku liczyła 27 mieszkańców.